# Gottfried Keller (Ricarda Huch)

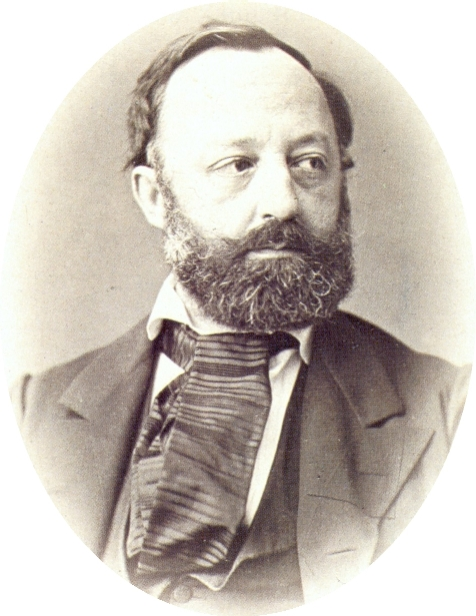
Gottfried Keller (1870)

Gottfried Keller ist ein Essay von Ricarda Huch, der 1904 bei Schuster & Loeffler in Leipzig und Berlin erschien.
Die Keller-Verehrerin Ricarda Huch erzählt knapp anderthalb Jahrzehnte nach dem Tode des Dichters Geschichten aus seiner Vita und lobt dessen Schaffen ungeachtet der Tatsache, dass er „von allen gelobt, von wenigen gelesen und nur von einzelnen... geschätzt“ wird: „Bei Kellers Werken ist uns zumute, als habe die Natur selbst sie gemacht,...“ Der Zürcher lehre uns „das Geringste lieben, sofern es unverfälschtes Leben hat“.

## Inhalt
Mancher Schweizer – so beginnt Ricarda Huch ihre kleine biographische Studie – werde in der Welt als ungeschliffen verlacht. Doch dieser kindlich-bäuerlich verschlossene Mensch versammele in seinem Innern viel Phantasie, „weil sie nicht beständig nach außen verschwendet wird“. Gottfried Keller sei in jüngeren Jahren sowohl „spielender Träumer“ als auch „politisches Geschöpf“ gewesen. Davon zeugten seine Gedichte An das Vaterland und Bei einer Kindesleiche aus den Jahren 1844 und 1845.
Louise Rieter bringt Keller in Zürich kein Glück. Er geht 1848, von den Schweizern mit 800 Franken Stipendium versehen, nach Deutschland. In Heidelberg drückt er die Schulbank bei Henle, Hettner, Häusser und Ludwig Feuerbach. In Heidelberg verliebt sich Keller in Johanna Kapp, die Tochter eines Philosophen. Johanna zeigt ihm die kalte Schulter und studiert in München Malerei. Keller geht 1850 nach Berlin und will dort Dramatiker werden. Stattdessen schreibt er – auch des Geldes wegen – am Grünen Heinrich. Der Verleger Vieweg fördert den brummigen, undankbaren Debütanten Keller. In Berlin nagt der Dichter zeitweise am Hungertuch. Ricarda Huch erzählt dazu eine Anekdote. Einmal wollte Keller für den letzten Groschen ein Brot kaufen. Die Bäckersfrau weist das ungültige Geldstück zurück. Zu den geistreich-ästhetisierenden Ergüssen der Berliner in ihren Salons – von Varnhagen, seiner Nichte Ludmilla Assing sowie von Franz und Lina Duncker ist die Rede – habe Keller meist „in ausdrucksvoller“ Weise geschwiegen und damit „einen bedeutenden Eindruck“ gemacht. Im Hause Varnhagen geht es manchmal um die zahllosen Briefe der verstorbenen Rahel Varnhagen. Ricarda Huch schreibt zum Verlesen dieser Korrespondenzen, Keller habe solches „Entblößen von etwas Innerem, das zudringliche Aufwühlen von dem, was die Natur zu verhüllen pflegt“, nicht so recht behagt. Jedenfalls hat der Gast aus der Schweiz den Stil Varnhagens bewundert. Auch in Berlin verehrt Keller – wie schon in Zürich und Heidelberg – ein „schönes, großes Mädchen“. Wieder erweist sich die Liebe als unglücklich. Ricarda Huch verrät den Namen des Fräuleins nicht; schreibt nur, der Dichter habe die junge Schöne bei Duncker (siehe oben) getroffen und sie sei Vorbild für Dortchen Schönfund und Lydia geworden. Zu den Berliner Jahren teilt Ricarda Huch noch Anekdotenhaftes mit. So begegnet Keller an der Spree dem Schlachtendichter Scherenberg, den er für einen „unwissenden Hanswurst“ hält.
1855 kehrt Keller endlich zu seiner Mutter zurück.
Belebend habe auf Keller die Bekanntschaft mit Freiligrath, Semper, Vischer und Böcklin gewirkt. Ricarda Huch weist auf Kellers Briefwechsel mit Marie Melos hin.
Neben den eingangs genannten und im Essay durchgängig vorkommenden Lobsprüchen zu Kellers Werken finden sich auch kritische Töne. Zum Martin Salander wird angemerkt: „… den Odem des Lebens[,] hat der müde Dichter seinem letzten Werke nicht einblasen können“. Ricarda Huch hat kritische Stimmen, selbst zu Kellers Romeo und Julia auf dem Dorfe, nicht verschwiegen. Emil Kuh und Mommsen hätten Kellers Gedichte nicht gemocht. Auch ein paar abschätzige Ansichten Kellers über schreibende Zeitgenossen werden erwähnt. So gefällt ihm Grillparzers und Ludwigs „Grübeln über die Mache“ nicht. Keller meine, ein Künstler wisse, was er wolle; er müsse nicht erst suchen. Und Keller stößt sich an C. F. Meyers „Hang zur Manieriertheit“.
Keller habe bei der Betrachtung fremder und auch eigener Werke stets der inneren Form besondere Beachtung geschenkt.

## Selbstzeugnis
Ricarda Huch schreibt am 14. März 1904: „Ich arbeite an einer kleinen Monographie über Gottfried Keller, womit ich mir das Geld für die unglückliche Romreise verdienen will,...“

### Ausgaben des Werks
- Ricarda Huch: Gottfried Keller. [Erstausgabe]. Schuster & Loeffler, Leipzig 1904. (Reihe: Die Dichtung. Herausgegeben von Paul Remer. Band 9. Buchschmuck von Heinrich Vogeler)[22]
- Verwendete Ausgabe: Ricarda Huch: Gottfried Keller. Insel Verlag, Leipzig. (Insel-Bücherei Nr. 113.)
- Karl-Maria Guth (Hrsg.): Ricarda Huch: Gottfried Keller. Contumax-Hofenberg, Berlin 2017. ISBN 978-3-7437-2275-0

### Andere Literatur
- Marie Baum: Leuchtende Spur. Das Leben Ricarda Huchs. Rainer Wunderlich Verlag Hermann Leins, Tübingen und Stuttgart 1950
- Helene Baumgarten: Ricarda Huch. Von ihrem Leben und Schaffen. Hermann Böhlaus Nachfolger, Weimar 1964